# Агия Параскеви (Каракамен)
Вижте пояснителната страница за други значения на Агия Параскеви.
Агия Параскеви (на гръцки: Αγία Παρασκευή) е село в Гърция, в дем Кожани, област Западна Македония. Селото е основано в 2001 година и в него има 6 жители. Разположено е на 4 километра северно от Полимилос, в южните склонове на Каракамен.